# Bruno Montpied
Bruno Montpied est un écrivain, peintre, cinéaste, chercheur et médiateur de l’art brut et des arts spontanés, né le 2 mai 1954 à Boulogne-Billancourt.

## Biographie
Après des études littéraires, Bruno Montpied renoue en 1976, en autodidacte, avec la peinture et le dessin qu’il n’a plus pratiqués depuis l’école maternelle, ayant pratiqué jusque-là seulement l'écriture poétique (depuis 1971). Membre du Groupe du Denis-Martin qui réunit de façon informelle plusieurs jeunes désœuvrés que rassemble leur désir commun de changer la vie sur la base d'une nouvelle sensibilité héritée de l'expérience des avant-gardes du XXe siècle, il découvre parallèlement le Super 8.
Il publie son premier livre en 1977 ; la même année, il expose ses premières œuvres au musée du Luxembourg et fonde à cette occasion, aux côtés de Jacques Burtin et de Vincent Gille, le groupe épisodique Zoom Back, Camera !
Après avoir découvert le mouvement surréaliste en 1974, il se passionne dans les années 1976-1980, à la suite de sa rencontre avec Joël Gayraud, pour le groupe CoBrA et son éloge de la spontanéité en art, puis pour les publications situationnistes qui prônent la réalisation de l’art et la fin de l’économie, enfin pour l’art brut. Ce dernier le mène à s’intéresser à l’art naïf et à l’art populaire rural. Séduit par l’idée d’une création qui n’a besoin d’aucune hiérarchie, d'aucun permis de créer, ni d'aucune initiation pour pouvoir éclore, il se met à la recherche de créateurs populaires inconnus. Il sera le révélateur d'un certain nombre de nouveaux auteurs peu ou pas perçus en France avant lui, et se fera l’écho d'autres créateurs oubliés.
D’abord en Super 8, puis à partir des années 1990 par la photo, il accumule une documentation et une iconographie de plus en plus vastes et variées sur les créateurs spontanés. Il écrit des articles sur ce thème dans différentes revues spécialisées. À partir de juin 2007, il lance et anime un blog sur internet, Le Poignard subtil, dans le sillage de deux revues qu’il a successivement éditées, La Chambre rouge, et L’Art Immédiat,.
En 2011, il publie un livre entièrement consacré à ses recherches sur les environnements spontanés, Éloge des jardins anarchiques. La même année, il coécrit avec Rémy Ricordeau le film Bricoleurs de Paradis (Le Gazouillis des éléphants).
En 2015-2016, il a fondé et dirigé aux éditions de l'Insomniaque la collection « La Petite brute », consacrée aux créateurs autodidactes (quatre titres parus). Il est également un collaborateur actif de la revue Création franche du musée de la Création Franche, et depuis l'été 2019, du magazine d'art Artension. Il donne également régulièrement des chroniques à la revue Trakt.
En 2017, il publie aux éditions du Sandre une tentative d'inventaire général des environnements spontanés en France, Le Gazouillis des éléphants, fort volume de 936 pages où sont répertoriés et décrits 305 environnements populaires spontanés disparus ou encore existant,.  
Au fil du temps, il constitue une collection d'art brut, ou naïf, anonyme ou non, ou encore d'art populaire insolite, ainsi que de créations d’artistes contemporains singuliers, l'essentiel étant qu'il soit surpris et enchanté par les oeuvres ou les objets recueillis.
Parallèlement à ces activités, il n’a cessé de peindre et d’exposer, tant dans le cadre d’expositions personnelles que collectives. Il a fait donation de près de deux cents œuvres à différents musées de France, de Belgique, d’Espagne et d’Italie.

## Peinture

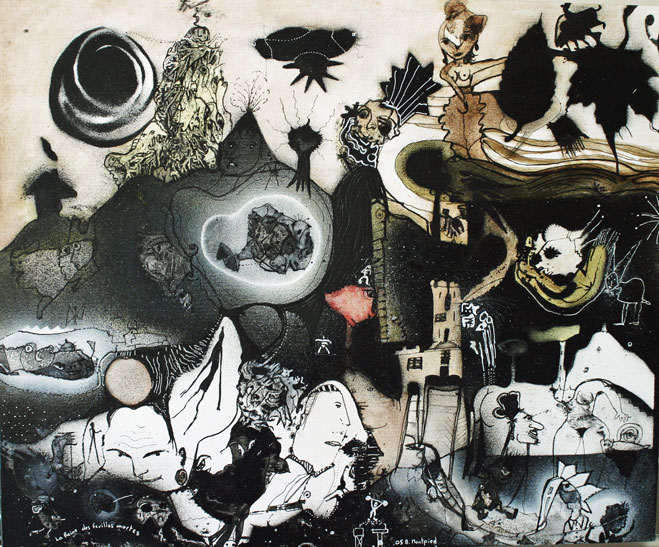
La Reine des feuilles mortes, 2005.

À ses débuts, Bruno Montpied travaille souvent sur de petits formats, à la peinture acrylique - influencé en cela par les peintres du groupe Cobra — puis à l’encre ou à l’aquarelle, composant de façon automatique, en jouant du hasard et d’expérimentations diverses, des scènes fouillées, complexes, parfois difficiles à interpréter. Ayant commencé au début de ses travaux par un emploi fréquent de couleurs vives, parfois criardes, sa palette a évolué progressivement vers plus de modération et d’unité chromatique.
Le dessin, les graphismes dominent son travail. Les tracés au stylo des premières années laissent progressivement la place à l’utilisation de Rotring) et de marqueurs en tous genres.

« La réalisation de mes dessins et de mes peintures obéit à un besoin de jouer, de vivre une surprise avant tout. Si je ne suis pas surpris, je défais ce que j’ai fait jusqu’à l’effet escompté. Il arrive parfois que ce soit dans un moment de colère destructrice que surgit l’image agencée de façon inattendue que je recherche.
Je pratique une sorte de “sur-automatisme”. Je dessine au hasard, je mets de la couleur au hasard, recourant aux techniques de façon gratuite, la plupart du temps d’une façon incohérente, parfois de façon angoissée. Je retouche, recouvre à nouveau, si cela est mal parti, et repars au hasard. La plupart du temps des figures viennent toujours sous ma main. J’essaye de susciter cependant aussi des formes moins immédiatement appréhendables, des formes « abstraites », énigmatiques, proposant des interprétations diverses.
Je cherche longtemps les titres, car il m’en faut à tout prix. Ils doivent être, pour les meilleurs d’entre eux, des titres qui renforcent le côté ambivalent de l’image, projetant l’imagination du contemplateur vers des pistes oniriques fécondes où ses interprétations et celles qu’instillent mes titres se croisent, se décroisent et cheminent finalement de concert.
Je n’ai pas de “sujets” préexistants. Vu ma façon de travailler. Il y a des thèmes qui reviennent, quand je regarde mes titres, je m’en rends compte. Voici quelques-uns que j’ai relevés dans le catalogue que je tiens d’après mes travaux : l’univers du Merveilleux : les sirènes, les fées, les petits êtres, les géants, les ogresses, les références aux contes. La Nuit, la Mort, les fantômes, les spectres, le Cirque, les clowns, les bouffons, les cochons, les grottes, l’Enfer, le Diable, la Femme, les sorcières, les créatures imaginaires, la magie et les magiciens (les magiciennes aussi), les bêtes, la forêt. »

— Bruno Montpied

## Publications

### Écrits
- Journal du Cercle, éditions Réflexion, Paris, 1977 (sous le pseudonyme de Julian Silja)
- Mystères, La Chambre Rouge, Paris, 1984
- Papillons noirs, la Goutte d’Eau, Paris, 1991
- Tour de France de quelques bricoles (inédites) en plein air, tiré à part de la revue Gazogène, Cahors, mars 1993
- Éloge des jardins anarchiques, Éditions de l'Insomniaque, Montreuil-sous-Bois, 2011, 224 p., accompagné de 250 photos de l’auteur Livre accompagné du DVD du film de Rémy Ricordeau Bricoleurs de Paradis (Le Gazouillis des éléphants), coécrit par Bruno Montpied et Rémy Ricordeau.
- Andrée Acézat : oublier le passé, Éditions de l’Insomniaque, Modèle:(coll, Montreuil-sous-Bois, 2015, 80 pages, 70 photos couleurs de l’auteur  (ISBN 978-2-915694-82-6)
- Marcel Vinsard, l’homme aux mille modèles, Éditions de l’Insomniaque, Modèle:(coll, Montreuil-sous-Bois, 2016, 80 pages, 70 photos couleurs de l’auteur  (ISBN 978-2-915694-92-5)
- Le Gazouillis des éléphants : Tentative d’inventaire général des environnements spontanés et chimériques créés en France par des autodidactes populaires, bruts, naïfs, excentriques, loufoques, brindezingues, ou tout simplement inventifs, passés, présents et en devenir, en plein air ou sous terre (quelquefois en intérieur), pour le plaisir de leurs auteurs et de quelques amateurs de passage, Éditions du Sandre, < s. l. >, 2017, 930 pages, plus de 1 000 photographies couleurs  (ISBN 978-235821-116-1)[18],[19]

À ces livres s’ajoutent des textes publiés dans différentes revues, notamment :
- « Petite course de ma vie » - « L’Été » - « En rêvant sur des couples (Onze dessins commentés par l’auteur) », La Vie Exactement no 3, printemps-été 1986
- « Bouquet du 12 octobre », La Vie Exactement no 5, automne-hiver 1987-1988

### Revues

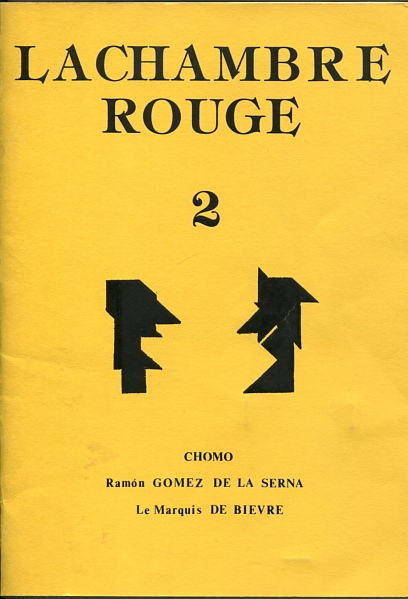
La Chambre Rouge n° 2, revue éditée par Bruno Montpied, 1983.

- La Chambre Rouge, 5 numéros, 1983-1985.
- L’Art immédiat, 2 numéros, 1994-1995

En marge de La Chambre Rouge, Bruno Montpied a fait paraître les textes de différents auteurs dans la collection « La Petite Chambre Rouge » (1984-1985).

### Articles
Des articles de Bruno Montpied sont parus dans des revues spécialisées, dont Raw Vision, Plein Chant, Art et Thérapie, Création Franche, Gazogène, Artension, Réfractions, SURR, The Southern Quarterly Review, Le Monde libertaire, Ligeia, Les Cahiers de l’Institut, Venus d’Ailleurs, Recoins, L’Or aux 13 îles, Jardins, 303 Arts, Recherches et Créations, Mirabilia, Profane, Trakt. Certains de ces articles ont été repris dans L’Éloge des jardins anarchiques.
Parmi les articles non repris en recueil, on peut citer :
- « Outsider art, the situationist utopia : a parallel » (« L’Art Brut, l’utopie situationniste : un parallèle »), The Southern Quarterly Review, vol. 39, no 1-2, Hattiesburg (université du Sud Mississippi), États-Unis, automne 2000-hiver 2001
- « Liabeuf », « Les pipes des condamnés à mort », « Le carnaval de Belleville » et « Hérold Jeune », contributions au livre Un Paris révolutionnaire, émeutes, subversions, colères, sur une idée de Claire Auzias, coédition Nautilus et l’Esprit frappeur, Paris, 2001
- « D’où vient l’art brut ? Esquisses pour une généalogie de l’art brut », Ligeia, dossiers sur l’art no 53-54-55-56, Paris, juillet-décembre 2004
- « Unica Zürn, la seconde enfant qui ne voulait pas grandir », Création Franche no 27, mars 2007, Bègles
- « Les Bois Sculptés de l’abbé Fouré », dossier avec une introduction (Le Musée fantôme, afin d’introduire le Guide du Musée (1919) des bois sculptés créés par l’ermite de Rothéneuf), des documents rares réédités sur la vie et l’œuvre de l’abbé Fouré (dont Le Guide du Musée), une bibliographie, le tout illustré de photos de Bruno Montpied et de cartes postales anciennes, dans L’Or aux 13 Iles no 1, janvier 2010, Veneux-les-Sablons
- « Les Barbus Müller retrouvent leur père », in Viridis candela/Le Publicateur du Collège de 'Pataphysique, no 17, 146 E.P. [septembre 2018], Paris, p. 51-62  (ISSN 2425-5629), et surtout, sur le même sujet, on consultera Faux art roman ou art brut populaire, les Barbus Müller retrouvent leur père dans le catalogue de l'exposition Les Barbus Müller. Leur énigmatique sculpteur démasqué! du Musée Barbier-Mueller à Genève en 2020.

## Médiation et découvertes
Parmi les créateurs populaires que Bruno Montpied a contribué à faire connaître tant en France que sur le plan international peuvent être cités le tailleur de pierre François Michaud, ou le sculpteur et dessinateur Gaston Mouly, ainsi que, autres exemples, les créateurs André Pailloux, ou Eric Le Blanche dont Montpied fut le premier à signaler l'environnement peint, créé en secret, à l'intérieur de sa maison en Vendée.
Il a également relancé l'information sur d'autres créateurs oubliés ou peu perçus, comme l'abbé Fouré (l'ermite auteur des rochers sculptés de Rothéneuf), Désiré Guillemare, Pierre Jaïn, Maurice Lellouche, Ludovic Montégudet, René Rigal, Antoinette Dumas, Georges Maillard, Paul Fauroux, Alain Sanfourche, Alain Genty, Lui Buffo, Joseph Donadello, ou encore Jacques-Bernard Brunius (dans son rapport à un art non encore défini à son époque comme « brut »).
Il a défendu aussi à l'occasion, parmi les tout premiers dans la critique spécialisée dans les arts populaires contemporains, un certain nombre de créateurs rangés dans l'art singulier comme Natasha Krenbol, Christine Sefolosha, Jean Branciard, Raymond Reynaud, le Danois Torsten Jurell, Noël Fillaudeau, Pierre Albasser, Michel Boudin, Marilena Pelosi, Isabelle Jarousse, Guy Girard, Serge Paillard, Jean Veyret, ou encore Marie Adda-Audin et Amadou Ba, dit ''AME''.
À ce jour, un apport important de Bruno Montpied à l'histoire de l'art brut, consiste en ceci qu'il a réussi à déterminer l'identité du créateur de la série de statuettes connues sous le nom de « Barbus Müller », ainsi que le lieu où elles furent réalisées, le village de Chambon-sur-Lac (Puy-de-Dôme). Le récit de cette découverte a été publié en avril 2018 sur son blog Le Poignard subtil. Un résumé de ce récit a paru ensuite dans le no 17 du Publicateur du Collège de 'Pataphysique (septembre 2018), ainsi que, pour une étude plus fournie, dans le catalogue de l'exposition des Barbus Müller au Musée Barbier-Mueller, à Genève, en 2020.

## Filmographie

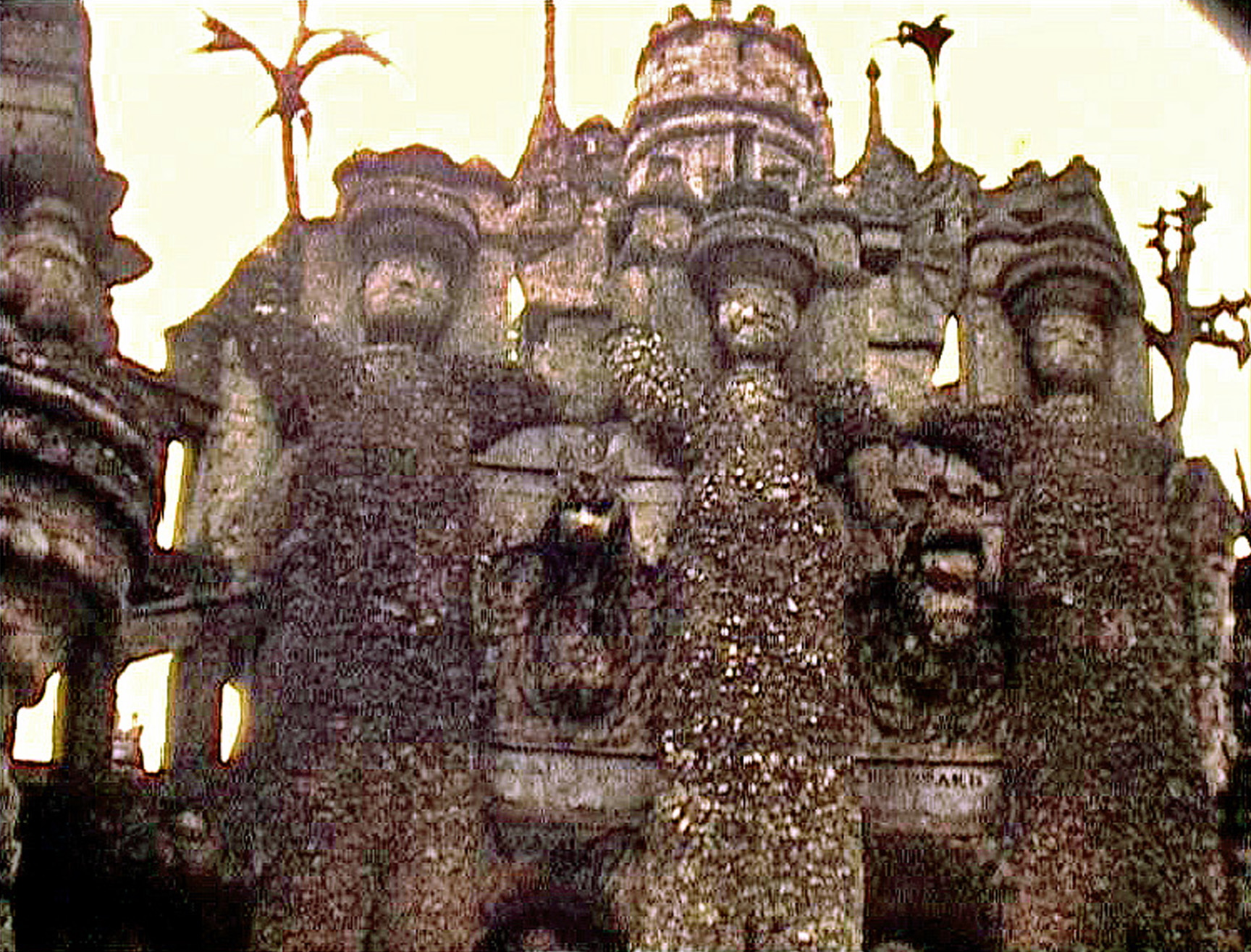
Le Palais Idéal du Facteur Cheval, photogramme du film de Bruno Montpied, 1981.

- Sous le pseudonyme de Julian Silja, avec Anne Pagès, Joël et Régis Gayraud, Pont-au-Double, Super 8, couleurs, sonore, 1976-1977
- Film hachés (trilogie[22]) : Trouvez Hortense (1977), Éloge du Denis-Martin (1979), Folie : Mère y court (1979), 17 min, Super 8
- Avec Jacques Burtin, Corps à corps, Super 8, couleurs, muet, 12 min, 1977
- Conversation aigre sur les malheurs du temps, Super 8, couleurs, sonore[23], 24 min, 1977
- Trianglu, Super 8, couleurs, muet, 17 min, 1978[24].
- Les Jardins de l’art immédiat, Super 8, couleurs, 20 courts-métrages dont 19 muets (sur des habitants-paysagistes naïfs) et 1 sonore (sur Gaston Mouly), environ 90 min, 1981- 1992
- L’Étrange Domaine de Robert Tatin, Super 8, couleurs, 12 min, 1983
- Sur les trottoirs de nos villes (avec des textes de Henri Michaux et de Bruno Montpied), Super 8, couleurs, sonore, 6 min, 1981-1983
- Un paysage changeant (film d’animation), Super 8, couleurs, sonore, 3 min, 1983
- Œillères (avec Régis Gayraud en figurant), Super 8, couleurs, sonore, 11 min, 1984
- Écrin de sable, Super 8, couleurs, sonore, 12 min, 1988
- Scénario coécrit avec Rémy Ricordeau du film Bricoleurs de Paradis (Le Gazouillis des éléphants), réalisé par ce dernier, couleurs, 52 min, production Temps Noir, 2011
- Bruno Montpied (auteur), Eric Le Blanche, l'homme qui s'enferma dans sa peinture, écrit par B.M. et coréal. avec Jacques Burtin, 85 min, production Zoom Back, mars 2019